# Urban Outfitters
Urban Outfitters, Inc. (URBN) è una società multinazionale di vendita al dettaglio con sede a Filadelfia, Pennsylvania. Opera in: Stati Uniti, Svezia, Regno Unito, Spagna, Danimarca, Francia, Germania, Irlanda, Belgio, Canada, Italia, Paesi Bassi, Israele, Polonia e Emirati Arabi Uniti. Il marchio di Urban Outfitters si rivolge ai giovani adulti con una composizione merceologica di abbigliamento per uomo e donna, calzature, prodotti di bellezza e benessere, accessori, abbigliamento sportivo e casalinghi, ma anche di musica, principalmente dischi in vinile e cassette. Gran parte della merce è progettata e prodotta dalla vendita all'ingrosso dell'azienda su più marchi privati.
L'azienda è stata fondata come il negozio di vendita al dettaglio Free People da Richard Hayne, Judy Wicks e Scott Belair nel 1970 come progetto per un corso di imprenditorialità presso l'Università della Pennsylvania. L'azienda è stata poi rinominata Urban Outfitters e incorporata nel 1976.
Urban Outfitters, Inc. (URBN) gestisce molteplici negozi all'interno del portafoglio di marchi di URBN, che comprende anche Anthropologie, Free People, Terrain, BHLDN e il gruppo di ristoranti The Vetri Family.

## Storia

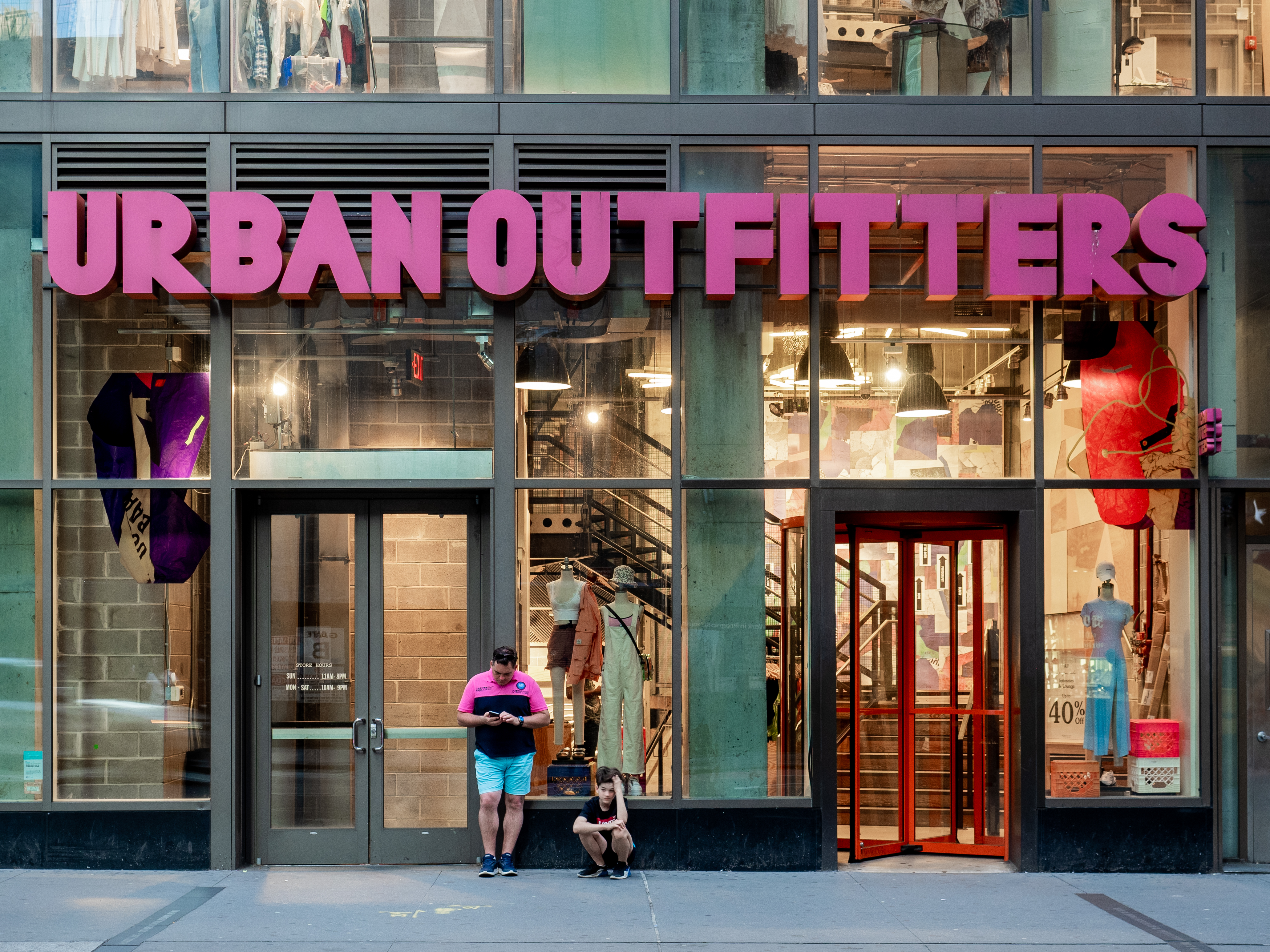
Il negozio di Urban Outfitters a Lower Manhattan, New York City

Urban Outfitters è un rivenditore specializzato nella vendita di abbigliamento, di accessori e di prodotti casalinghi. Si rivolge principalmente agli adolescenti e ai giovani adulti interessati alla sottocultura hipster e alla moda alternativa.
Nel 2007, Urban Outfitters ha ricevuto il National Preservation Honor Award dal National Trust for Historic Preservation per il Campus dell'Ufficio Aziendale di Urban Outfitters situato nel Philadelphia Naval Shipyard.

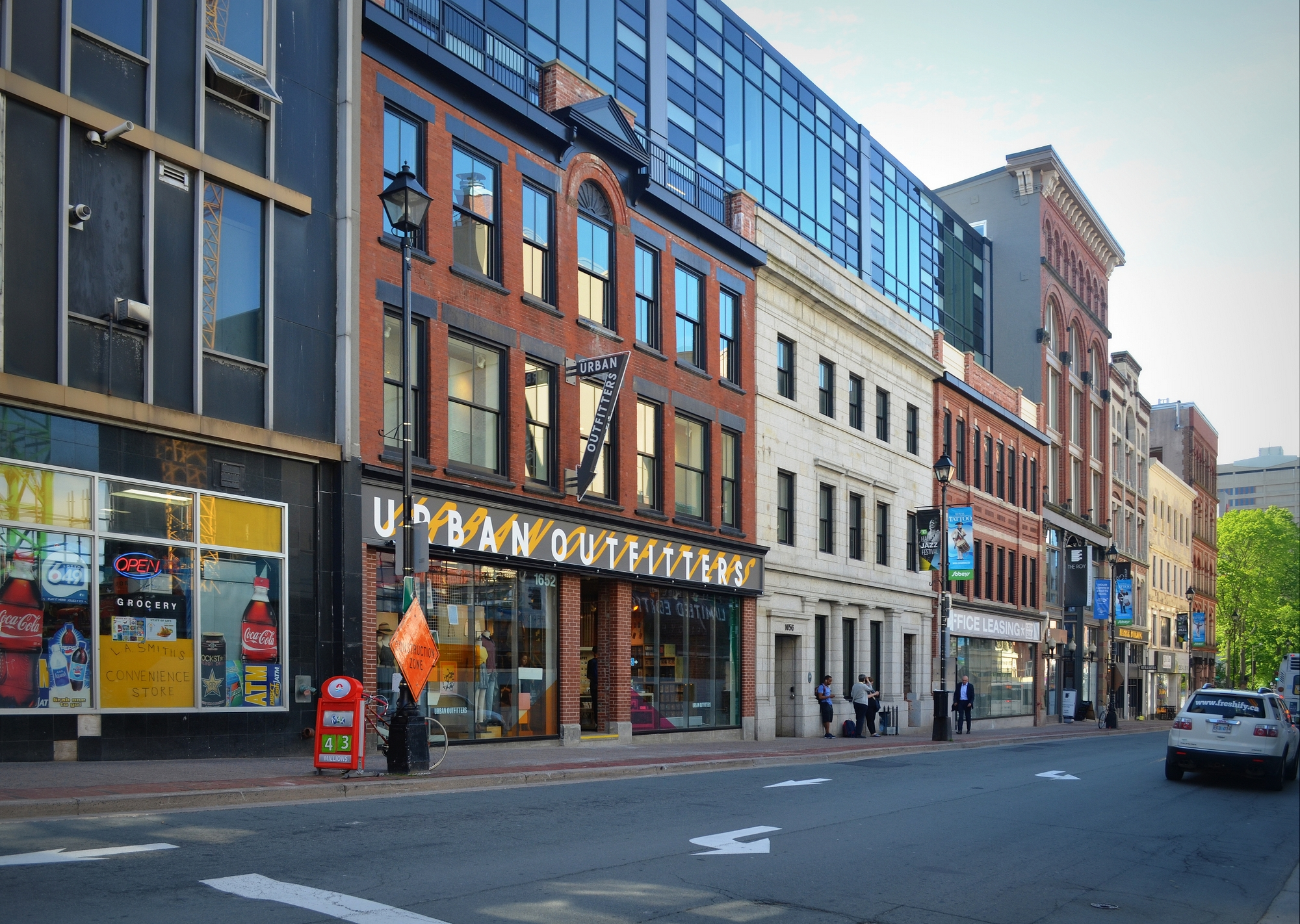
Urban Outfitters ad Halifax, Nuova Scozia

Nel 2011, l'azienda ha accettato di vendere edizioni limitate di fotocamere istantanee Polaroid ONE600 e della pellicola istantanea di Tipo 779 in collaborazione con l'imprenditore austriaco Florian Kaps, che ha acquisito i diritti per la produzione di 700 copie dei prodotti fuori mercato. Nel gennaio 2013, l'azienda ha assunto la società di lobbying Abraham & Roetzel, guidata dall'ex senatore repubblicano Spencer Abraham, per sostenere a suo nome la politica del commercio al dettaglio a Washington, D.C.
Nel quarto trimestre del 2015, la società ha annunciato l'intenzione di acquisire la Vetri Family, un gruppo ristorativo di Filadelfia. Poiché la società sta affrontando un calo delle vendite in negozio e del traffico pedonale, questa acquisizione illustra il cambiamento di strategia del rivenditore. Ciò include anche i ristoranti Amis Trattoria, Bar Amis e Pizzeria Vetri. Ci sono due sedi della Pizzeria Vetri a Filadelfia, con altre sedi a King of Prussia, in Pennsylvania e a Washington D.C.
Nel 2019, l'azienda ha attirato l'attenzione annunciando la svendita di nastri VHS usati a $40.
I prodotti di Urban Outfitters sono sempre stati oggetto di numerose denunce e critiche, principalmente da parte di gruppi di pressione religiosi, etici ed etnici, in particolare anche dalla sede locale della NAACP, Anti-Defamation League e Navajo Nation per alcuni dei loro prodotti.

### Procedure di lavoro
Il 27 novembre del 2009, URBN ha attirato l'attenzione della stampa svedese per aver negato i diritti di contrattazione collettiva agli impiegati nel loro negozio di Stoccolma, licenziando tutti i 38 lavoratori e riassumendoli tramite l'agenzia di collocamento Academic Work. In risposta a questa mossa, il difensore civico Jimmy Ekman ha chiesto leggi più severe per impedire ad altre aziende di negare i diritti di contrattazione collettiva allo stesso modo.
Urban Outfitters non rivela pubblicamente quali fabbriche producono l'abbigliamento del marchio.